# سانت‌آنجلو آل‌اسکا
سانت‌آنجلو آل‌اسکا (به ایتالیایی: Sant'Angelo all'Esca) یک کومونه در ایتالیا است که در استان آولینو واقع شده‌است. سانت‌آنجلو آل‌اسکا ۵ کیلومتر مربع مساحت و ۸۵۲ نفر جمعیت دارد و ۴۶۰ متر بالاتر از سطح دریا واقع شده‌است.